# Línea 109 (Montevideo)

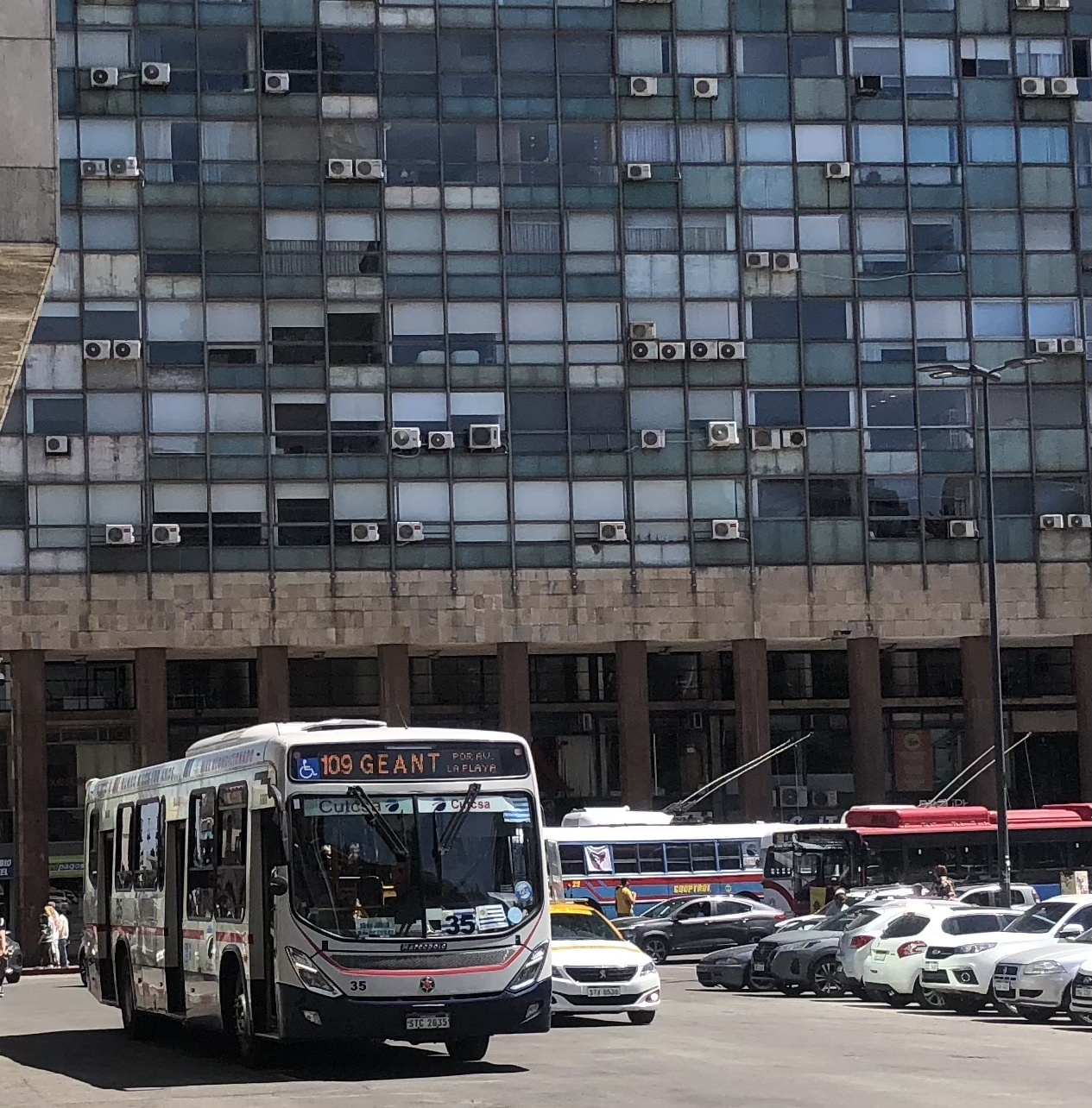
Línea 109 en la Plaza Independencia

La línea 109 es una línea urbana de Montevideo que une la Plaza Independencia o la Plaza España con el Parque Roosevelt, en Paso Carrasco, intersección de las Avenida Wilson Ferreira Aldunate y la Avenida a la Playa.

## Recorridos
Durante el día parte desde la Plaza Independencia, y en la noche desde la Plaza España. Los fines de semana su destino es en  el Centro Comercial Géant del Parque Roosevelt, en la Barra de Carrasco.  
En ambos sentidos, circula por los barrios Ciudad Vieja, Centro, Cordón, Tres Cruces, La Blanqueada, Unión, Malvín Norte, La Cruz de Carrasco, Carrasco Norte y la ciudad de Paso Carrasco.
| - Plaza Independencia - Juncal - Plaza Independencia - Avenida 18 de Julio - Avenida 8 de Octubre - Pan de Azúcar - Camino Carrasco - Avenida Wilson Ferreira Aldunate - Avenida a la Playa - Terminal Parque Roosevelt (sector Paso Carrasco) Géant Parque Roosevelt - Avenida a La Playa - Géant | - Terminal Parque Roosevelt (sector Paso Carrasco) - Avenida Wilson Ferreira Aldunate - Camino Carrasco - Juan J. Raissignier - Avenida 8 de Octubre - Avenida 18 de Julio - Plaza Independencia - Juncal - Plaza Independencia Regreso desde Geant: - Avenida a la Playa - Avenida Wilson Ferreira Aldunate (Continúa a su ruta habitual) |

## Paradas
| - Plaza España (Camacuá y Reconquista) - Buenos Aires y Bartolomé Mitre - Avenida 18 de Julio y Convención - Avenida 18 de Julio y Río Negro - Avenida 18 de Julio y Doctor Aquiles Lanza - Avenida 18 de Julio y Doctor Javier Barrios Amorin - Avenida 18 de Julio y Minas - Banco República (BROU) - Avenida 18 de Julio y Eduardo Acevedo - Avenida 18 de Julio y Doctor Martín C. Martínez - Avenida 18 de Julio y Alejandro Beisso - Avenida 8 de Octubre y Presidente Berro - Avenida 8 de Octubre y Avenida Doctor Manuel Albo - Avenida 8 de Octubre y Doctor Joaquín Secco Illa - Avenida 8 de Octubre y Jaime Cibils - Avenida 8 de Octubre y Pedro Olmida - Hospital Militar - Avenida 8 de Octubre y Avenida Luis Alberto de Herrera - Avenida 8 de Octubre y Agustín Abreu - Avenida 8 de Octubre y Felipe Sanguinetti - Avenida 8 de Octubre y Pernas - Avenida 8 de Octubre y Gobernador Viana - Avenida 8 de Octubre y Cipriano Miró - Avenida 8 de Octubre y Lindoro Forteza - Avenida 8 de Octubre y Doctor Silvestre Pérez - Pan de Azúcar y José Antonio Cabrera - Pan de Azúcar y Camino Carrasco - Camino Carrasco y José Zorrilla - Camino Carrasco y Manila - Camino Carrasco y Paes - Camino Carrasco y Aguacero - Camino Carrasco y Estado de Israel - Camino Carrasco e Hipólito Yrigoyen - Camino Carrasco y Doctor Alejandro Gallinal - Camino Carrasco y Pedro Cosio - Camino Carrasco y Camino Felipe Cardoso - Camino Carrasco y Doctora Ana María Rubens - Camino Carrasco y Camino Oncativo - Camino Carrasco y Juan Agazzi - Camino Carrasco y San Borja - Camino Carrasco y Agrigento - Camino Carrasco y Etna - Camino Carrasco y Camino José Strassener (Planta de Coca-Cola) - Camino Carrasco y Servidumbre de Paso - Camino Carrasco y Avenida Doctora María Luisa Saldún de Rodríguez - Camino Carrasco y Cooper - Camino Carrasco y Lancasteriana - Camino Carrasco y Orleans - Camino Carrasco y Santa Mónica | - Camino Carrasco y Santa Mónica - Camino Carrasco y Camino Servando Gómez - Camino Carrasco y Camino Gigantes - Camino Carrasco y Cooper - Camino Carrasco y Avenida María Luisa Saldún de Rodríguez - Camino Carrasco y Servidumbre de Paso - Camino Carrasco y Cno José Strassener (Coca-Cola) - Camino Carrasco y Martín Usabiaga Sala - Camino Carrasco y Agrigento - Camino Carrasco y Camino Diego Espinosa - Camino Carrasco y Camino Oncativo - Camino Carrasco y Lugo - Camino Carrasco y Alberto Zum Felde - Camino Carrasco y Camino Emilio Ravigniani - Camino Carrasco y Doctor Felipe Ferreiro - Camino Carrasco e Hipólito Yrigoyen - Camino Carrasco e Ingeniero Heracilio Ruggia - Camino Carrasco y Aguacero - Camino Carrasco y Paes - Camino Carrasco y 20 de Febrero - Camino Carrasco y General José Villagrán - Juan Julio Raissignier y Timoteo Aparicio - Juan Julio Raissignier y Avenida 8 de Octubre - Avenida 8 de Octubre y Doctor Silvestre Pérez - Avenida 8 de Octubre y Larravide - Avenida 8 de Octubre e Ingeniero José Serrato - Avenida 8 de Octubre y Comercio - Avenida 8 de Octubre y María Stagnero de Munar - Avenida 8 de Octubre y Bulevar José Batlle y Ordóñez - Avenida 8 de Octubre y Agustín Abreu - Avenida 8 de Octubre y Av Luis Alberto de Herrera - Avenida 8 de Octubre y Pedro Olmida - Avenida 8 de Octubre y Jaime Cibils - Avenida 8 de Octubre y Comandante Braga - Avenida 8 de Octubre y Avenida José Garibaldi - Avenida 8 de Octubre y Presidente Berro - Avenida 18 de Julio y Acevedo Díaz - Avenida 18 de Julio y Doctor Martín C. Martínez - Avenida 18 de Julio y Eduardo Acevedo - Avenida 18 de Julio y Minas - Plaza de los Treinta y Tres (Plaza de los Bomberos) - Avenida 18 de Julio y Doctor Javier Barrios Amorín - Avenida 18 de Julio y Yí - Avenida 18 de Julio y Río Negro - Avenida 18 de Julio y Andes - Circunvalación Plaza Independencia y Juncal - Liniers y Soriano - Camacuá y Bartolomé Mitre - Plaza España |

| Paradas anteriores - Camino Carrasco y Pedro Figari - Camino Carrasco y Juan Manuel Blanes - Camino Carrasco y Sersale - Camino Carrasco y Avenida Calcagno - Camino Carrasco y Avenida Eduardo Acevedo (Entrada a Monterrey) - Camino Carrasco y Sol - Camino Carrasco y Calle Garibaldi - Camino Carrasco y Avenida a la Playa | - Camino Carrasco y Avenida a la Playa - Camino Carrasco y Calle Garibaldi - Camino Carrasco y Sol - Camino Carrasco y Avenida Eduardo Acevedo (Entrada a Monterrey) - Camino Carrasco y Calcagno - Camino Carrasco y Sersale - Camino Carrasco y Juan Manuel Blanes - Camino Carrasco y Pedro Figari Continúa en su ruta habitual |

| Paradas anteriores - Avenida a la Playa y José Alonso y Trelles - Avenida a la Playa y Sancho Panza - Avenida a la Playa y Avenida de las Américas - Avenida a la Playa y Avenida Luis Gianattassio - Terminal Géant | - Avenida a la Playa y Avenida Luis Gianattassio - Terminal Géant - Avenida a la Playa y Avenida de las Américas - Avenida a la Playa y Sancho Panza - Avenida a la Playa y José Alonso y Trelles - Avenida a la Playa y Camino Carrasco Continúa en su ruta habitual |

## Destinos intermedios
Existen otros puntos de salidas y llegada tanto en la ida como en la vuelta.
IDA:
- La Cruz (Camino Carrasco y Avenida Bolivia)
- Paso Carrasco (Camino Carrasco y Santa Mónica)

VUELTA: 
- Unión (Avenida 8 de Octubre y Silvestre Pérez)
- Avenida 8 de Octubre y Avenida Luis Alberto de Herrera
- Bv Artigas (Avenida 8 de Octubre y Presidente Berro)
- Avenida 18 de Julio y Daniel Fernández Crespo
- Intendencia de Montevideo
- Plaza Cagancha
- Teatro Solís.

Destinos especiales:
- Criolla del Parque Roosevelt (ramal especial activo sólo en semana criolla).

## Frecuencia
- Lunes a viernes: entre 15 y 20 minutos
- Sábados: entre 17 y 25 minutos
- Domingos y feriados: entre 20 y 30 minutos

## Primeras y últimas salidas
| Línea 109                                              | Días hábiles | Sábados | Domingos y feriados |
| ------------------------------------------------------ | ------------ | ------- | ------------------- |
| Primera salida desde P. Independencia                  | 05:59        | 06:08   | 01:03               |
| Última salida desde P. Independencia                   | 03:54        | 03:54   | 18:13               |
| Primera salida desde Parque Roosevelt / Av. A La Playa | 05:02        | 04:55   | 05:02               |
| Última salida desde Parque Roosevelt / Av. A La Playa  | 21:21        | 18:10   | 18:17               |
| Primera salida desde Géant                             | 05:50        | 05:07   | 05:18               |
| Última salida desde Géant                              | 03:56        | 03:56   | 03:56               |

Nota: En vigencia desde el 08/05/2022.